# ポスト・シオニズム
ポスト・シオニズム（ヘブライ語:פוסט-ציונות）とは、イスラエルの政治思想のひとつ。

## 概要
イスラエル国内の一部学界などで使われている言葉で、1948年のイスラエル建国を以ってシオニズムが終焉したとみなし、今後のイスラエルのあり方を考える思想である。

## 特徴
ポスト・シオニストとされる人々は以下のように主張する。
- 「イスラエルは、本当にユダヤ人にとって安全な場所（シェルター）なのか？他にユダヤ人にとってよりよい場所は存在しないのか？」
- 「民主主義とユダヤ人の地とは両立できるのか？」
- 「イスラエルとパレスチナの対立は白黒つけられるのか？イスラエルは常に平和を実現する努力を最大限行ったのか？対立が続いていることを全てアラブ側のせいにしていいのか？」

などと主張している。

## 批判
パレスチナとの平和共存、支援を唱えるこの思想は一定の評価がある一方で、右派、カハネ主義者などのユダヤ人たちはこの思想に嫌悪感を抱いている。彼らはポスト・シオニストを「自己嫌悪のユダヤ人」（Self-Hating Jew）と罵倒している。ヴィクター・ヴァンシアーなどの過激派政治活動家などにいたっては、自身がユダヤ人であるにもかかわらず、ポスト・シオニストなど、自身が国賊とみなしたユダヤ人を「カイク」（英語で「ユダ公」を意味する差別語）などとトークライブで公然と罵っている。
ポスト･シオニズム思想が登場した後、それに対抗すべく、ネオ・シオニズムという思想が生まれ、右派の支持を集めている。

## 著名なポスト・シオニスト
- ウリ・アブネリ - 政治家、作家
- ギデオン・レヴィ - ジャーナリスト
- アミーラ・ハス（英語版） - ジャーナリスト